# Rogowo (powiat żniński)

Historyczny herb Rogowa

Rogowo – wieś (w latach 1380–1580 oraz 1672–1934 miasto) w Polsce, położona w województwie kujawsko-pomorskim, w powiecie żnińskim, w gminie Rogowo. Leży na południowym krańcu Pałuk, na Pojezierzu Gnieźnieńskim, po zachodniej stronie drogi ekspresowej S5 (Gniezno – Bydgoszcz); w sąsiedztwie wielu jezior, z których największe to Rogowskie i Zioło.

## Historia i współczesność

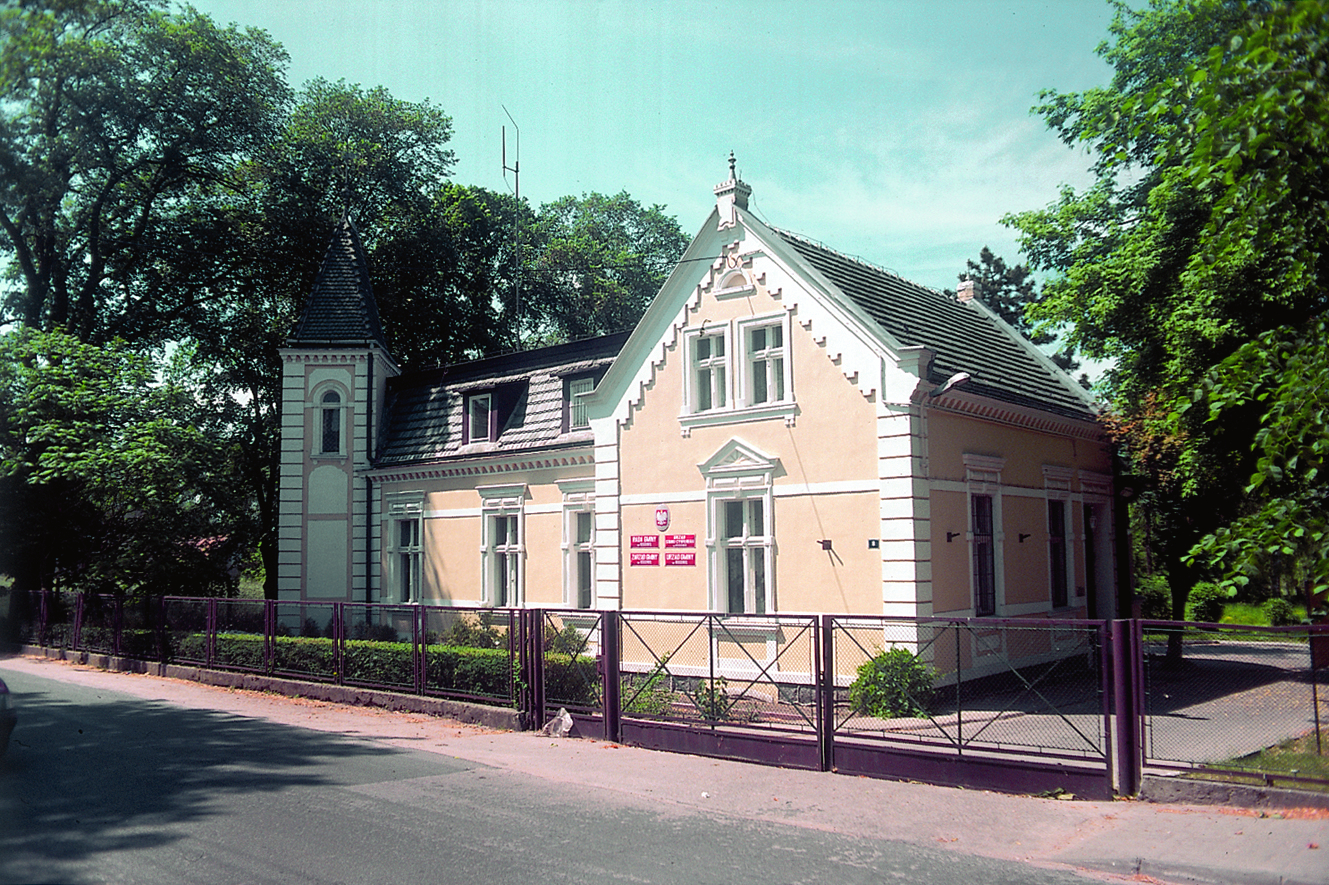
Urząd Gminy

Do 1887 znajdowało się w powiecie mogileńskim, w rejencji bydgoskiej Prowincji Poznańskiej. W 1887 włączone do nowo utworzonego powiatu żnińskiego. W latach 1920–1934 w powiecie żnińskim, w województwie poznańskim. W latach 1975–1998 miejscowość należała województwa bydgoskiego. Według Narodowego Spisu Powszechnego 2021 liczyła 2280 mieszkańców. Jest największą miejscowością gminy Rogowo.
Znajduje się tu między innymi: Zakład Mogileńskich Fabryk Mebli, gorzelnia oraz ośrodek hokeja na trawie. Rogowo leży na jednej z najciekawszych i najliczniej odwiedzanych tras turystycznych, jaką jest Szlak Piastowski.

## Toponimikanazwy
Nazwa Rogowo według starego, pałuckiego podania miała powstać od polskiego słowa róg, a dokładniej od koziego rogu. Dawniej w Rogowie odbywały się najsłynniejsze w okolicy targi kóz, podczas których prawdopodobnie podkuwano te zwierzęta. Stąd też, jak głosi podanie, w pobliskim Brudzyniu mawiano: „Idź do Rogowa i każ się podkuć!”
Sens owego podania zachował się również w przydomku lokalnej drużyny hokeja na trawie. Mianowicie derby Pałuk w tej dyscyplinie, pomiędzy zespołami z Gąsawy i Rogowa, określa się zwyczajowo pojedynkiem kóz (LKS Rogowo) z rabarberami (LKS Gąsawa).

## Atrakcje turystyczne

### Kościół św. Doroty
Kościół pod wezwaniem św. Doroty istniał w Rogowie już przed 1404 rokiem. Obecny, murowany z cegły palonej, w stylu klasycystyczno-neogotyckim, z dwoma wieżami stanął tu w 1828 roku staraniem Józefa Korytowskiego – dziedzica na Rogówku, na grobli rozdzielającej jezioro Zioło od Rogowskiego. Wewnątrz świątyni znajduje się ołtarz główny, prawy ołtarz boczny oraz chrzcielnica – wszystkie manierystyczne z pierwszej połowy XVII wieku. Ponadto bogato rzeźbiony ołtarz barokowy z około 1700 roku i polichromia Władysława Drapiewskiego z 1948 roku. Na cmentarzu przykościelnym stoi drewniana dzwonnica z XIX wieku, neoklasyczny grobowiec rodziny Schedlin-Czarlińskich, grób dwóch poległych powstańców wielkopolskich, mogiła czterech ofiar września 1939 roku, a także dąb szypułkowy o obwodzie 470 cm.
30 marca 2014 w kościele wybuchł pożar, w wyniku którego spaleniu uległy hełmy wież oraz kryty dachówką dach o konstrukcji drewnianej. Ogień nie dotarł do wnętrza kościoła, ale zostało ono zalane wodą użytą do gaszenia.

### Rynek

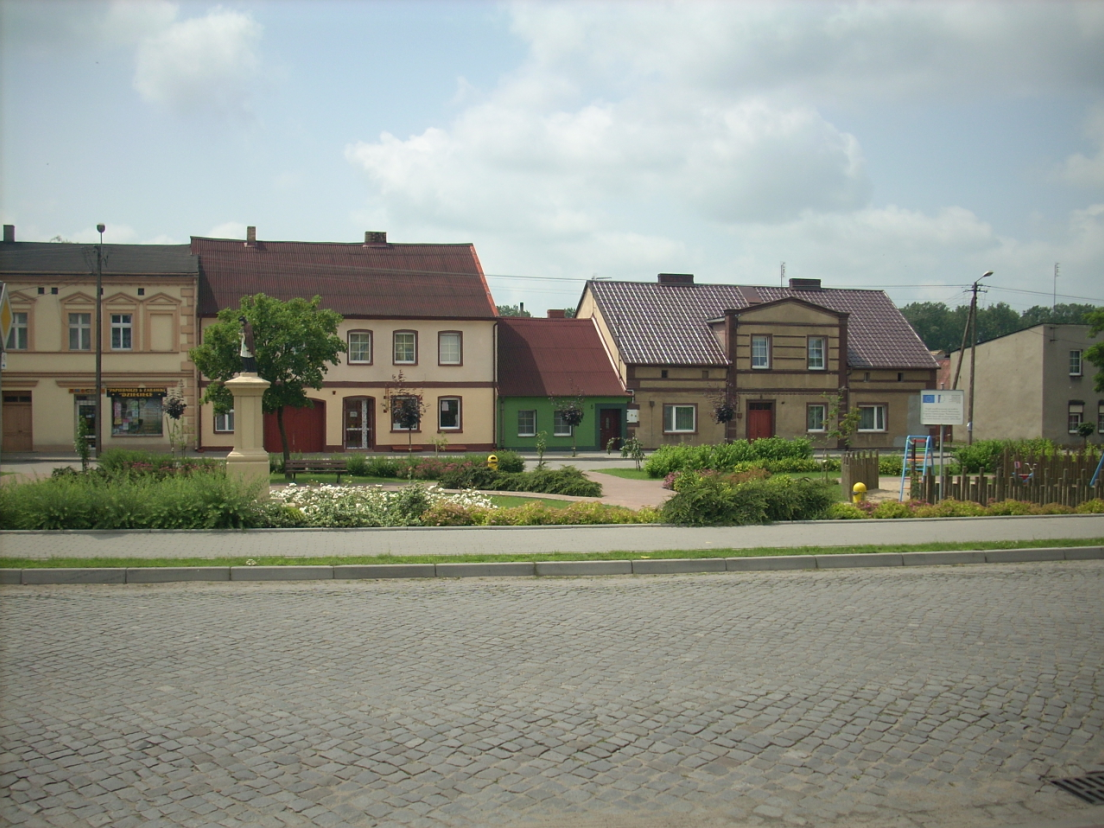
Widok na zachodnią stronę rynku

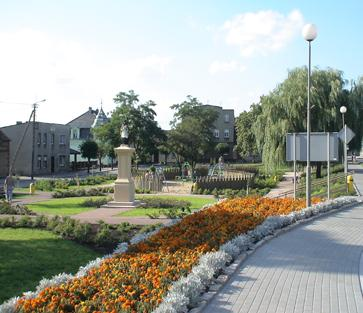
Planty na placu Powstańców Wielkopolskich

Do dziś nie zachował się dawny układ urbanistyczny Rogowa. Obecny, wydłużony rynek (plac Powstańców Wlkp.) o zwartej zabudowie jest wynikiem XIX-wiecznej regulacji. Pośrodku placu stoi kamienna figura św. Jana Nepomucena z drugiej połowy XIX wieku oraz pomnik z 1982 roku ku czci ofiar katastrof lotniczych. W centralnym miejscu rynku stał niegdyś również ewangelicki kościół, przez ówczesnych mieszkańców zwany „kryplem”; jak donosi Słownik geograficzny Królestwa Polskiego: Kamień węgielny pod kościół protestancki, na środku rynku, położono w nowszych czasach; na wystawienie kościoła tego przeznaczono 50,000 mrk ze składek zbieranych w 1833 r. w czterechsetną rocznicę urodzin Lutra. Ponadto znajduje się tutaj niewielki skwer z fontanną, plac zabaw dla dzieci, a także mały park – tzw. planty. Z zabudowań leżących w obrębie rynku wyróżnić należy: gmach banku, pocztę oraz bibliotekę publiczną.

### Park dinozaurów

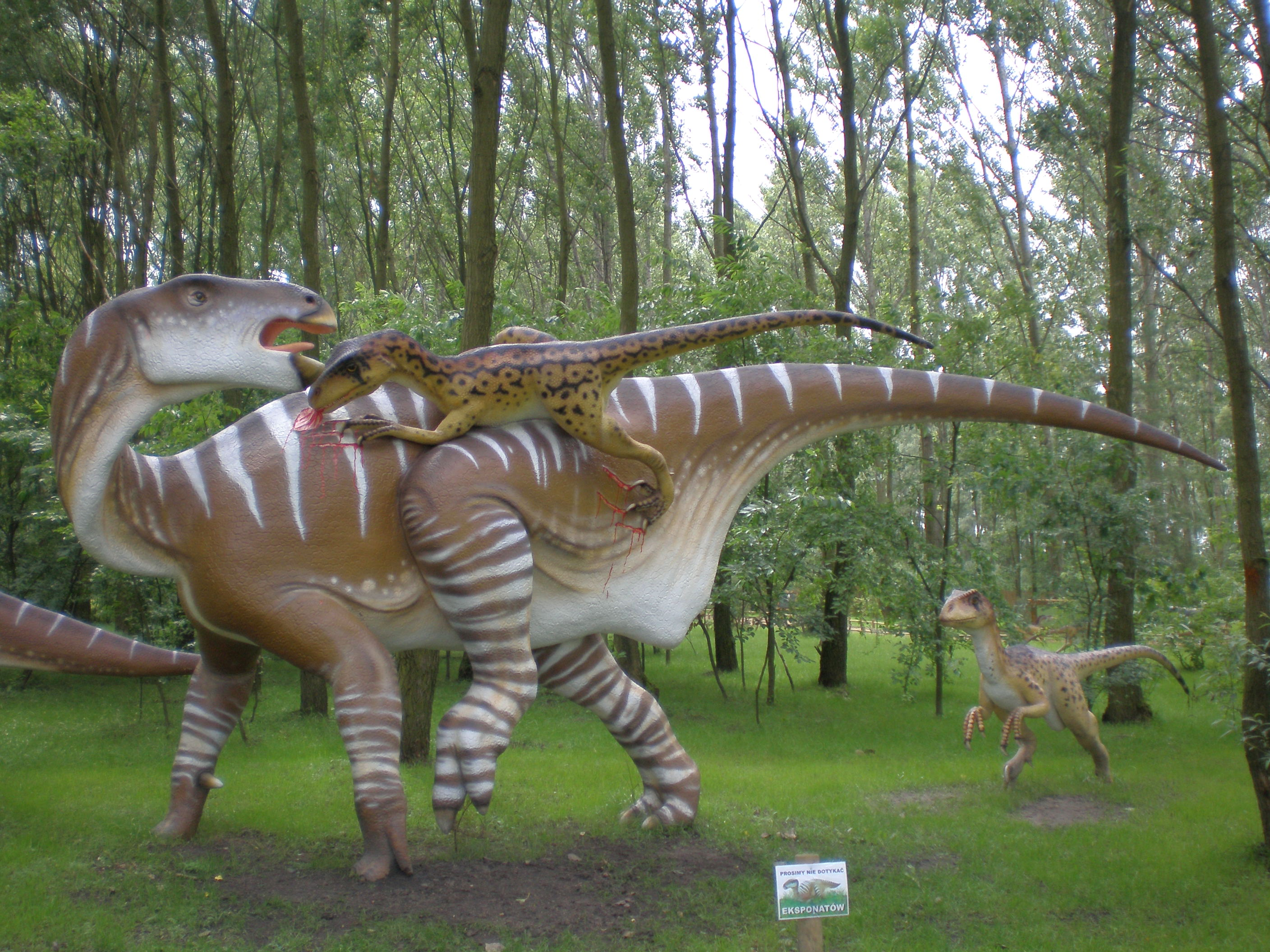
Jeden z eksponatów Zaurolandii

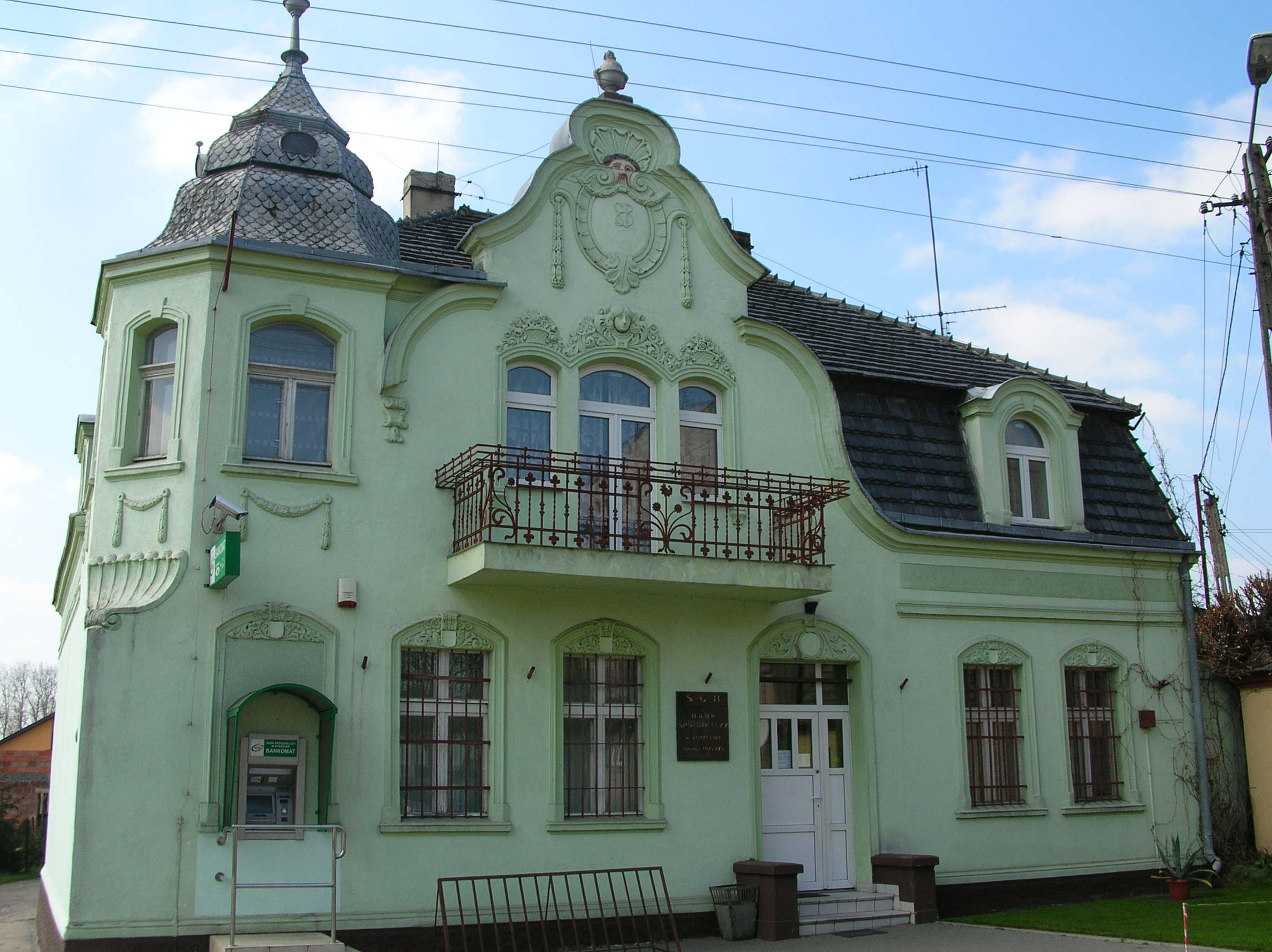
Bank w Rogowie

Park Dinozaurów Zaurolandia w Rogowie, który otwarty został 28 kwietnia 2007 roku jest największym tego typu parkiem w Polsce. Leży pomiędzy drogą krajową numer 5 (w odległości 12 km od Biskupina) a jeziorem Rogowskim. Na obszarze blisko 20 hektarów, wzdłuż dwukilometrowej ścieżki znajduje się ponad 80 modeli dinozaurów naturalnej wielkości. Liczne tablice dydaktyczne przybliżają turystom informacje o okresach geologicznych, układzie kontynentów, miejscach odkryć najciekawszych skamieniałości, trybie życia, sposobach odżywiania poszczególnych okazów, a także o wielkich kataklizmach i hipotezach dotyczących przyczyn wyginięcia gatunku. W samym roku 2007, Zaurolandię odwiedziło przeszło 280 tysięcy gości – tym samym park dołączył do grona największych atrakcji turystycznych w kraju.

### Jeziora

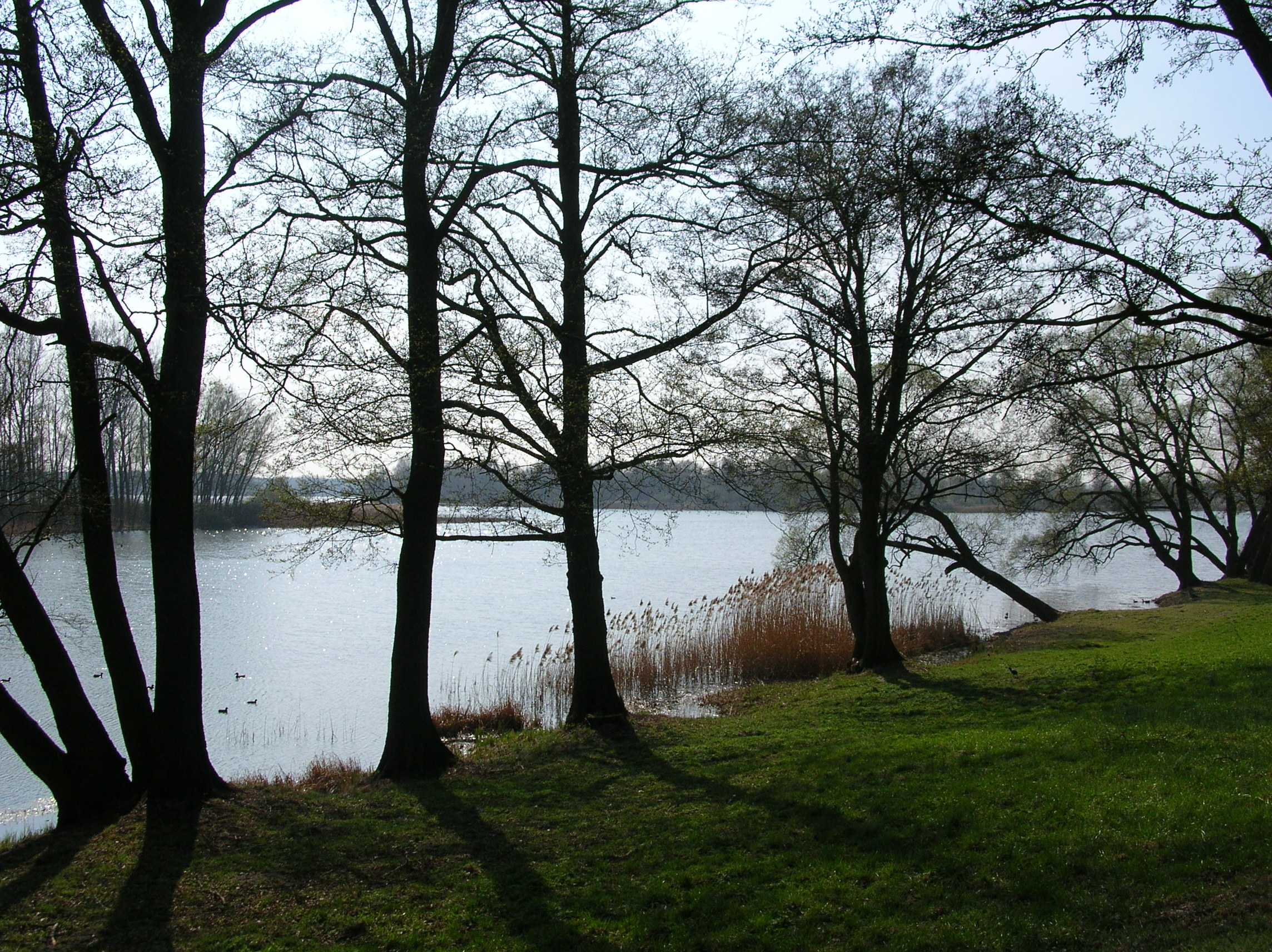
Jezioro Rogowskie

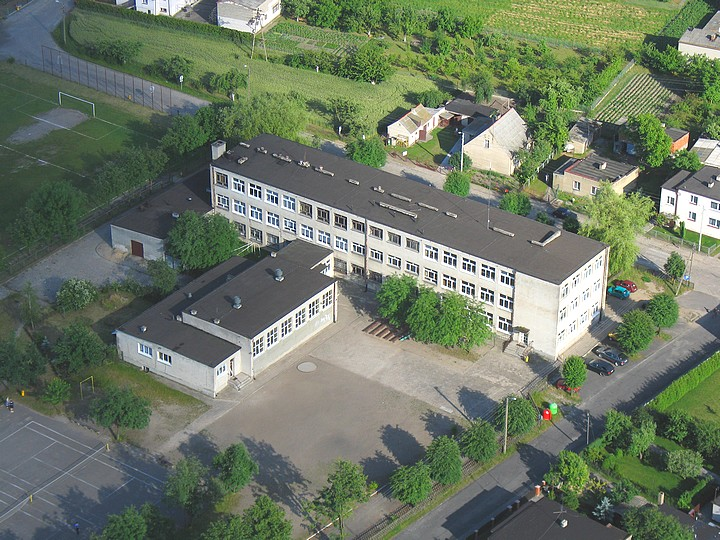
Zespół Publicznych Szkół w Rogowie

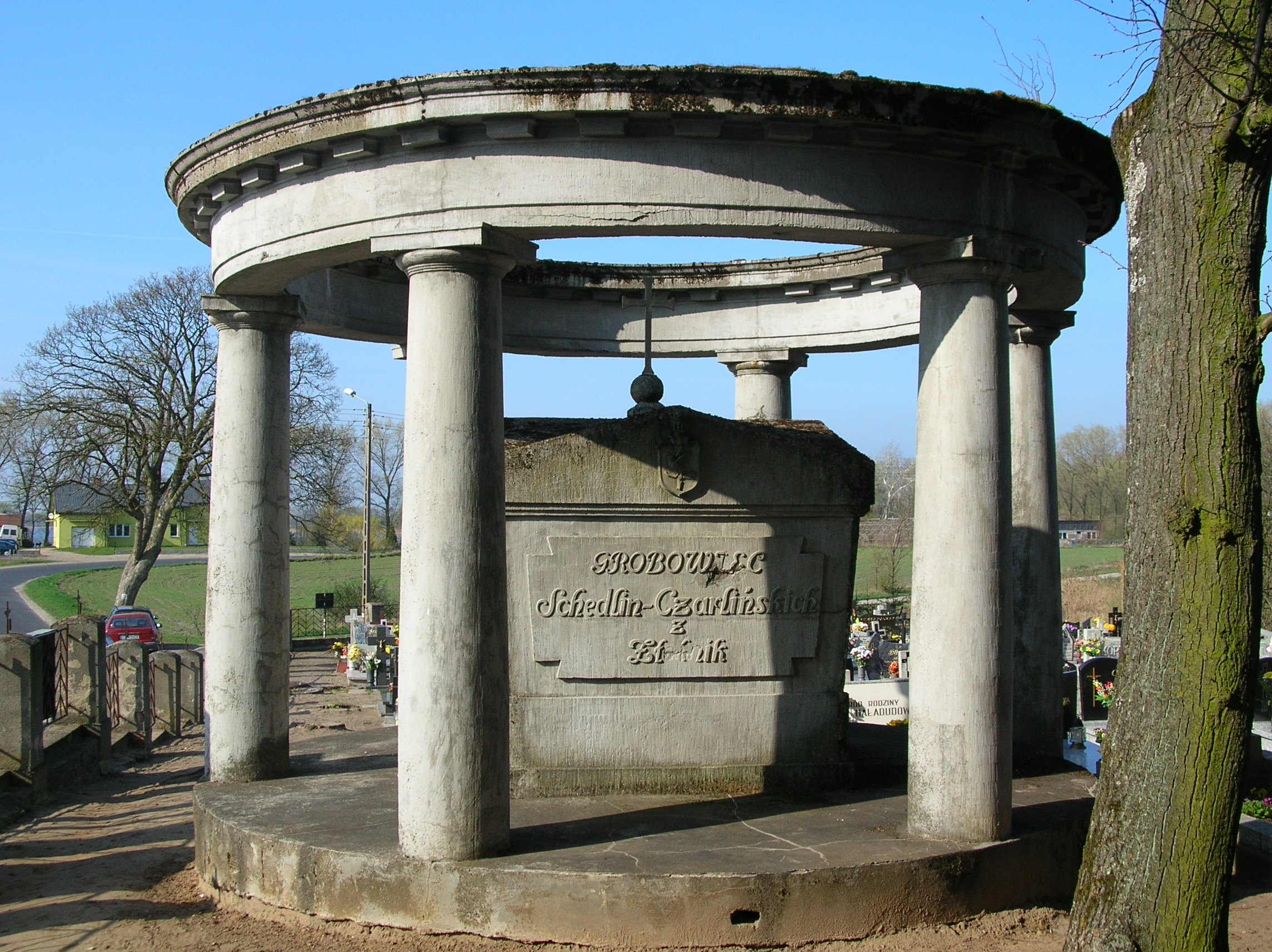
Grobowiec na cmentarzu przykościelnym

Obszar Chronionego Krajobrazu Jezior Rogowskich ustanowiony został na mocy zarządzenia wojewody bydgoskiego z dnia 28 czerwca 1993 roku, zaostrzającym ochronę jezior i rzek w parkach krajobrazowych i na obszarach chronionego krajobrazu w granicach obecnego województwa bydgoskiego. Obejmuje on ochronę jezior polodowcowych odwadnianych przez rzekę Wełnę i jej niewielkie dopływy w rejonie Rogowa Żnińskiego.
Są to następujące jeziora:
- Grochowiskie
- Kaczkowskie
- Kołdrąbskie
- Lubieckie
- Niedźwiady
- Reckie
- Rogowskie
- Tonowskie
- Wolskie
- Zioło
- Żernickie

Rogowo leży na terenie najstarszego osadnictwa okresu prasłowiańskiego. Pierwsze ślady ludzkiej bytności w okolicach wsi pochodzą sprzed przeszło 2500 lat; na półwyspie środka na jeziorze Rogowskim, na wysokości pierwszego zakrętu szosy w lewo za mostem na Wełnie – przy domu nr 14 – znajdowało się grodzisko (dziś o niezbyt czytelnych śladach).